# 척 노리스
척 노리스(영어: Chuck Norris, 본명: 카를로스 레이 노리스, 본명 영어: Carlos Ray Norris, 문화어: 챠크 노리스, 1940년 3월 10일 ~ )는 미국의 영화 배우, 스턴트 배우이자 무술가이며, 20세기를 통틀어 가장 큰 영향력을 가졌던 무술가 중의 한 명으로 평가된다.
척 노리스는 이소룡을 알게 된 이후 그가 죽을 때까지 항상 같이 영화를 찍었다. 이소룡이 사망한 이후 영향력이 줄어들었으나, 최근 "척 노리스의 진실"로 인하여 다시 유명세를 타고 있다.

## 어린 시절
오클라호마주 라이언에서 체로키족 혈통을 가진 운전기사인 레이 노리스와 아일랜드계인 윌마 노리스 사이에서 3남 중 장남으로 출생하였다. 어려서 부모의 이혼으로 홀어머니 아래서 성장하였으며, 12살 때부터 캘리포니아주 토렌스에서 살았다.
1960년에 미국 국방부로부터 징집 영장을 받고 당시 척 노리스는 미국 공군 소속의 헌병으로서, 오산 공군기지에 파견된 주한 미군의 일원으로 군 복무를 했다. 이 때 복무하면서 처음 배운 태권도 5대 기간 가라테 도장중 하나인 무덕관 당수도가 인연이 되어 무술가로서의 인생을 시작하게 되었다.

## 연기 경력
1964년 미국 캘리포니아주의 롱비치에서 있었던 무술 시범을 통해 그는 세계적인 액션배우인 이소룡을 만났다. 이 때 척 노리스를 본 이소룡이 먼저 척 노리스에게 가서 자신이 출연하는 영화에 같이 출연하자는 제의를 했고 척 노리스는 이에 응했다. 이 인연을 계기로 척 노리스는 이소룡의 평생의 절친이 되는 것과 동시에 영화배우로 데뷔하였으며 이소룡 영화의 단골 악역으로 등장하였는데 특히 《맹룡과강》에서 로마, 콜로세움의 최후 결투 씬에서 이소룡과 같이 연기하였다.
그 이후 <델타 포스>, <텍사스 레인저>, <스트롱 맨> 등 여러 작품에서 활약했다.

## 출연 작품

### 영화
- 맹룡과강
- 파괴자
- 굿 가이스
- 옥타곤 (영화)
- 복수의 화신
- 분노의 보안관
- 고독한 늑대
- 대특명
- 대특명 2
- 싸이렌스
- 매트 헌터
- 델타 포스 (영화)
- 지옥의 투사
- 대특명 3
- 강력계의 영웅
- 델타 포스 2 (영화)
- 스트롱 맨 (영화)
- 사이드 킥 (영화)
- 블랙 라이온
- 피구의 제왕
- 익스펜더블 2

### 텔레비전
- 시티 레인져
- 동양특급 로형사
- 예스, 디어
- 골드버그 패밀리
- 하와이 파이브-0

### 비디오 게임
- 월드 오브 탱크 (목소리 출연) - 2021년

## 기타
- 척 노리스와 이소룡은 둘 다 1940년 생 동갑내기로 평생의 친구이다. 이소룡이 의문사를 당하자 가장 슬퍼한 이 중의 하나가 척 노리스였다.
- 척 노리스는 뒤늦게 '척 노리스의 진실'이라는 일종의 시리즈가 인기를 끌면서 또다시 유명세를 타게 되었다. '척 노리스의 진실'의 주된 내용은 세상에서 가장 싸움을 잘하는 사람이 척 노리스이며 척 노리스의 돌려차기에는 당해낼 적수가 없다는 식의 내용이다.
- 막내 동생인 에런 노리스(Aaron Norris) 역시 영화 감독이자 제작자로 활동하고 있다.

## 척 노리스를 연기한 배우
- 레이 파크 - 2008년 중국 드라마 《이소룡 전기》